# Spotkanie Donalda Trumpa z Wołodymyrem Zełenskim w Białym Domu

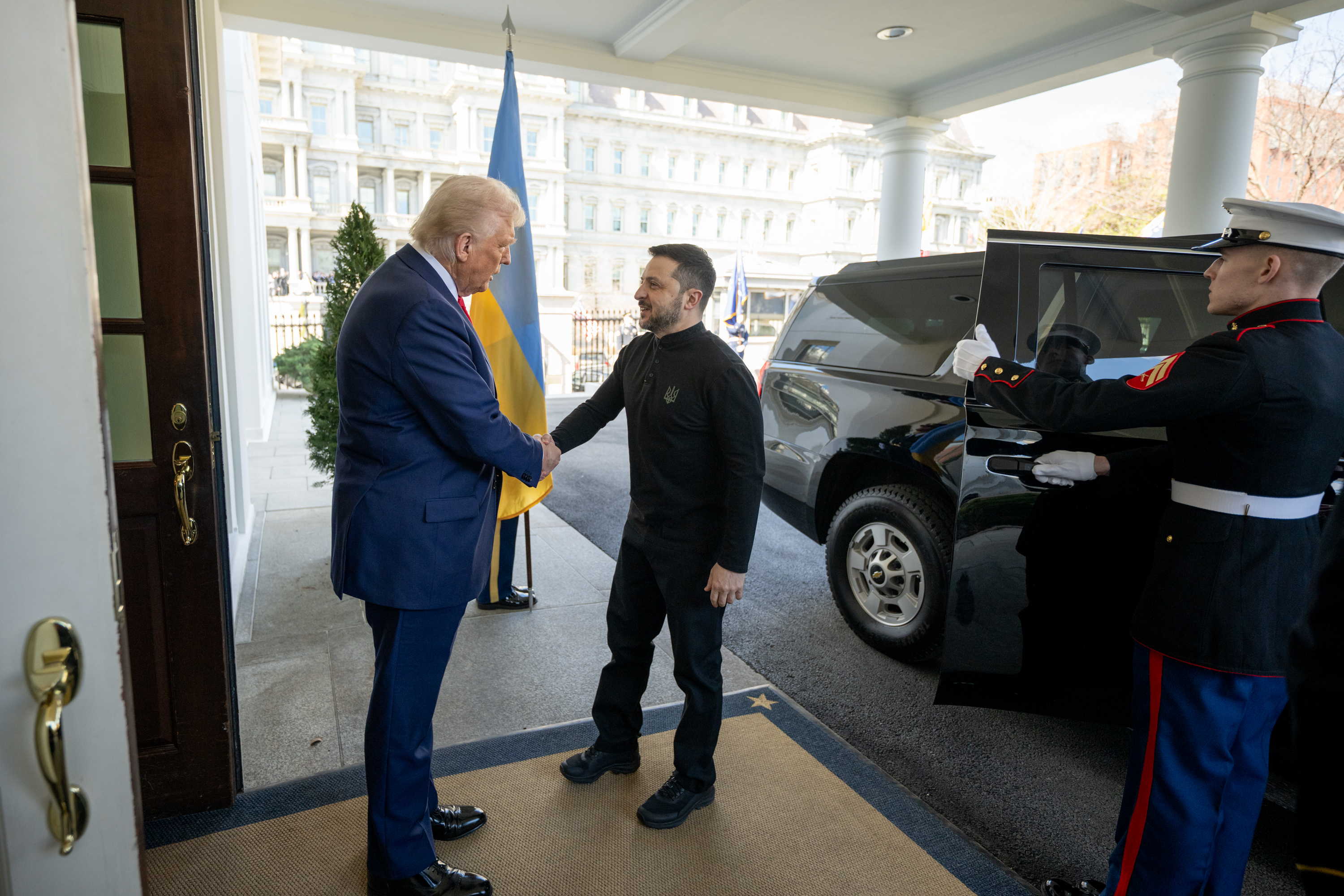
Powitanie Wołodymyra Zełenskiego przez Donalda Trumpa w progu Białego Domu, tuż przed dyskusją w Gabinecie Owalnym

Spotkanie Donalda Trumpa z Wołodymyrem Zełenskim w Białym Domu – spotkanie o charakterze bilateralnym, które miało miejsce 28 lutego 2025 roku między prezydentem Stanów Zjednoczonych Donaldem Trumpem a prezydentem Ukrainy Wołodymyrem Zełenskim oraz przedstawicielami władz państwowych i korpusu dyplomatycznego obu państw w Gabinecie Owalnym Białego Domu. Celem rozmów było omówienie współpracy w zakresie eksploatacji ukraińskich surowców mineralnych oraz kwestii związanych z trwającym konfliktem na Ukrainie.
Podczas spotkania doszło do napiętej wymiany zdań przed dziennikarzami międzynarodowych mediów między Trumpem, Vance’em i Zełenskim, której to skutkiem było wyproszenie prezydenta Ukrainy z Białego Domu przez Donalda Trumpa oraz niepodpisanie wcześniej wspomnianej umowy, która według planu Donalda Trumpa miała być jednym z elementów, które doprowadzą do zakończenia rosyjskiej inwazji na Ukrainie.

## Tło spotkania
Spotkanie miało odbyć się w związku z trwającą na terenie Ukrainy wojną, toczoną od 2014 roku przez separatystów wspieranych przez Rosję (w latach 2014–2022 określaną mianem wojny w Donbasie), która po inwazji Federacji Rosyjskiej na Ukrainę przekształciła się w pełnowymiarowy międzynarodowy konflikt zbrojny. W wyniku tejże inwazji Ukraina stała się w dużym stopniu zależna od międzynarodowej pomocy finansowej i zbrojnej, otrzymując od samych Stanów Zjednoczonych wsparcie o równowartości 175 miliardów dolarów.
Donald Trump miał napięte relacje z Wołodymyrem Zełenskim już od 2019 roku, kiedy to został on postawiony w stan oskarżenia za wielokrotne naciski na prezydenta Ukrainy podczas rozmowy telefonicznej, aby ten zbadał sprawę Huntera Bidena, syna Joego Bidena. Wiceprezydent J.D. Vance natomiast wielokrotnie, jeszcze przed objęciem urzędu, wyrażał sprzeciw wobec dalszego wspierania Ukrainy. Przed spotkaniem Trump co najmniej dwukrotnie określił Zełenskiego mianem dyktatora. Dzień przed spotkaniem z prezydentem Ukrainy, na pytanie dziennikarza, czy chciałby przeprosić za swoje słowa, zasłaniał się on niepamięcią i stwierdził, że nie może uwierzyć, iż takie słowa padły z jego ust.
W trakcie kampanii wyborczej Trump wielokrotnie wskazywał, że zakończy wojnę na Ukrainie jeszcze przed objęciem urzędu.

## Przebieg spotkania
Spotkanie rozpoczęło się o godzinie 11:00 czasu UTC-05:00. Celem spotkania było omówienie i podpisanie umowy bilateralnej, która zakładała utworzenie przez Ukrainę i Stany Zjednoczone wspólnego funduszu inwestycyjnego na rzecz powojennej odbudowy państwa ukraińskiego. Zgodnie z jej założeniami Ukraina miała wpłacić 50% środków pochodzących z monetyzacji swoich surowców mineralnych do funduszu oraz uzyskać gwarancje bezpieczeństwa.
Przed spotkaniem przedstawiciele obozu prezydenta Trumpa poprosili Zełenskiego, aby przyszedł ubrany w garnitur, czego nie robił od momentu rozpoczęcia rosyjskiej inwazji na Ukrainę. W progu Białego Domu Zełenski został przywitany przez Trumpa, który zwracając się do mediów powiedział: „spójrzcie, dziś jest cały wystrojony”. Przez pierwsze 40 minut rozmowa przebiegała w serdecznym tonie i nie odbiegała od wcześniej ustalonego tematu.
Około 40 minut po rozpoczęciu spotkania reporter Polskiego Radia Marek Wałkuski zapytał prezydenta USA: „Rozmawiam z moimi przyjaciółmi w Polsce i martwią się, że zbyt mocno pan utożsamia się z Putinem. Jakie jest pana przesłanie dla nich?”. W odpowiedzi Donald Trump stwierdził m.in.: „Cóż, gdybym nie sprzymierzył się z nimi oboma, nigdy nie doszłoby do porozumienia. [...] Nie jestem sprzymierzony z nikim. Jestem sprzymierzony ze Stanami Zjednoczonymi Ameryki i dla dobra świata, jestem sprzymierzony ze światem” i poprosił o następnie pytanie. Tym niemniej w tym momencie do rozmowy włączył się wiceprezydent USA, mówiąc Zełenskiemu że jego zdaniem droga do pokoju biegnie przez dyplomację i wyraził swój sprzeciw wobec polityki Joego Bidena i jego administracji wobec Ukrainy. Zełenski w odpowiedzi na słowa Vance'a wskazał, że Putin już raz złamał porozumienie o zawieszeniu broni i zadał mu pytanie retoryczne: „o jakim rodzaju dyplomacji mówisz, J.D.”.
W tym momencie rozmowa stała się nieprzyjazna ze stałą eskalacją. Vance, w nawiązaniu do słów Zełenskiego, wskazał, że chodzi mu o taką dyplomację, która zakończy wojnę, niszczącą Ukrainę i ocenił zachowanie Zełenskiego jako wyraz braku szacunku.
Następnie Zełenski w odpowiedzi na zarzuty o trudnej sytuacji Ukrainy, zasugerował, że Stany Zjednoczone same mogą się znaleźć w pewnym momencie w stanie wojny i odczuć jej skutki. W tym momencie do dyskusji włączył się Donald Trump, który wskazał, że Ukraina nie jest w sytuacji pozwalającej jej na dyktowanie Stanom Zjednoczonym czegokolwiek oraz sugerować, że znajdzie się w stanie wojny i że odczuje jej skutki.
Wobec nerwowej wymiany zdań, współpracownicy Trumpa wyprosili ukraińską delegację z Białego Domu, bez przeprowadzenia wcześniej zaplanowanej wspólnej konferencji prasowej obu prezydentów i bez podpisania umowy dotyczącej surowców.